# Збірна Кот-д'Івуару з футболу
Збі́рна Кот-д'Івуа́ру з футбо́лу — команда, яка представляє Кот-д'Івуар на міжнародних турнірах і матчах з футболу. Керівна організація — Федерація футболу Кот-д'Івуару.
Ніяких великих успіхів на світовій арені команда не досягла аж до 1992 року. Тоді збірній Кот-д'Івуара вдалося завоювати Кубок африканських націй. До цього команда тричі ставала півфіналістом цього турніру.
У 2006 році збірна Кот-д'Івуара пробилася у фінальну стадію чемпіонату світу і непогано виступила на КАН.
Збірна Кот-д'Івуару — саме ця команда виграла дві найдовших серії пенальті в історії міжнародних зустрічей. У фіналі КАН-92 була здобута перемога над збірною Гани з рахунком 11:10, а в чвертьфіналі КАН-2006 проти камерунської дружини довелося бити по 12 пенальті.

## Історія
Команда не досягла великих успіхів у змаганнях до 1992 року. У тому році «слони» виграли в Сенегалі Кубок африканських націй, перемігши у вирішальному матчі по пенальті Гану. До цього вони тричі були півфіналістами цього турніру. Завдяки успіху 1992 збірна Кот-д'Івуару вважалася одним з фаворитів відбіркового етапу ЧС-1994, але вони зіграли невдало і в підсумку пропустили вперед Нігерію.
Наступний успішний для команди період почався в середині 2000-х. Він пов'язаний, зокрема, з ім'ям форварда Дідьє Дрогба, лідера і капітана збірної, найкращого бомбардира в її історії. Команда змогла пробитися на чемпіонат світу 2006 року, випередивши сильну збірну Камеруну, і успішно виступила на Кубку африканських націй 2006.
У чвертьфіналі їм протистояв Камерун (1:1, 12:11 по пенальті), а в півфіналі Нігерія, яку вони обіграли 1:0 (вирішальний гол забив Дідьє Дрогба). У фіналі івуарійцям протистояла господарі турніру, збірна Єгипту, в серії післяматчевих пенальті івуарійці програли 2:4.
На ЧС-2006 у Німеччині збірна Кот-д'Івуара виявилася єдиною, де не було гравців, що грають всередині країни, збірну повністю склали легіонери. Команда потрапила до групи С («групу смерті»), програла дві перші зустрічі і позбулася шансів на вихід в наступний раунд.
Перший гол в історії збірної на чемпіонатах світу забив Дідьє Дрогба в матчі з Аргентиною, в якому івуарійці поступилися з рахунком 1:2. Другий матч, зі збірною Нідерландів, був також програний з рахунком 1:2. Гол на рахунку Бакарі Коне. У третьому матчі, що не мав турнірного значення, івуарійці зуміли вирвати першу в своїй історії перемогу на чемпіонатах світу з рахунком 3:2, забивши два голи з пенальті.
Відбірковий турнір ЧС-2010 збірна Кот-д'Івуара пройшла впевнено, вигравши обидві групові стадії. На турнірі, який проводився в іншій афірканской країні — ПАР -, команда потрапила в групу до Португалії,  Бразилії і  КНДР. Зігравши з європейською збірною нульову нічию, «слони» очікувано програли  Бразилії (1:3) і так само очікувано виграли у записного аутсайдера турніру —  збірною КНДР (3:0). Африканці могли б вийти в 1/8 фіналу чемпіонату, якби одночасно Португалія не зіграла внічию (0:0) з Бразилією. Але цього не сталося, і команда Кот-д'Івуара відправилася додому відразу після групового етапу.
У 2012 році збірна Кот-д'Івуара стала фіналістом Кубка африканських націй, а в 2013 році змогла дійти тільки до чвертьфіналу наступного такого турніру. Потім команда стала другою африканської збірної після Нігерії, яка пробилася на ЧС-2014.
Це третя участь поспіль у чемпіонатах світу для збірної цієї країни. На ньому вона потрапила в групу C зі збірними  Греції,  Японії та  Колумбії. У першому матчі африканці здолали збірну  Японії з рахунком 2:1. Програючи, Кот-д'Івуар за 3 хвилини зміг вийти вперед завдяки голам Вільфред Боні і Жервіньйо.
У другому матчі з  Колумбією африканці програли з рахунком 1:2, гол престижу забив Жервіньйо. В останньому матчі достатньо було зіграти внічию для виходу в плей-офф, але  збірна Греції з таким же рахунком обіграла Кот-д'Івуар і вибила команду з розіграшу.

### Поточний склад
Наступні гравці були викликані на товариські матчі проти Бурунді та Буркіна-Фасо 16 та 19 листопада 2022 року відповідно.
Матчі та голи вірні станом на 16 листопада 2022 року, після матчу проти Бурунді.
| № | Поз. | Гравець           | Дата народження (вік)        | Ігри | Голи | Клуб             |
| - | ---- | ----------------- | ---------------------------- | ---- | ---- | ---------------- |
|   |      | Бадра Алі Сангаре | 30 травня 1986 (39 років)    | 28   | 0    | Секухуне Юнайтед |
|   |      | Елієзер Іра Тапе  | 31 серпня 1997 (27 років)    | 2    | 0    | Сан-Педро        |
|   |      | Ісса Фофана       | 30 січня 2004 (21 рік)       | 0    | 0    | Аль-Гіляль       |
|   |      |                   |                              |      |      |                  |
|   |      | Серж Ор'є ()      | 24 грудня 1992 (32 роки)     | 82   | 4    | Ноттінгем Форест |
|   |      | Сімон Делі        | 27 жовтня 1991 (33 роки)     | 25   | 0    | Адана Демірспор  |
|   |      | Ґіслен Конан      | 27 грудня 1995 (29 років)    | 24   | 0    | Ан-Наср          |
|   |      | Оділон Коссуну    | 4 січня 2001 (24 роки)       | 16   | 0    | Баєр Леверкузен  |
|   |      | Сіналі Діоманде   | 9 квітня 2001 (24 роки)      | 10   | 0    | Ліон             |
|   |      | Сулейман Думбія   | 24 вересня 1996 (28 років)   | 6    | 1    | Анже             |
|   |      | Вільфрід Сінго    | 25 грудня 2000 (24 роки)     | 5    | 0    | Торіно           |
|   |      | Абакар Сілла      | 25 грудня 2002 (22 роки)     | 2    | 0    | Брюгге           |
|   |      |                   |                              |      |      |                  |
|   |      | Жан Мікаель Сері  | 19 липня 1991 (33 роки)      | 44   | 4    | Галл Сіті        |
|   |      | Ібрагім Сангаре   | 2 грудня 1997 (27 років)     | 27   | 7    | ПСВ              |
|   |      | Жан-Філіпп Гбамен | 25 грудня 1995 (29 років)    | 14   | 0    | Трабзонспор      |
|   |      | Секо Фофана       | 7 травня 1995 (30 років)     | 8    | 3    | Ланс             |
|   |      | Жан-Ед Ахолу      | 20 березня 1994 (31 рік)     | 2    | 0    | Страсбур         |
|   |      |                   |                              |      |      |                  |
|   |      | Макс Градель      | 30 листопада 1987 (37 років) | 100  | 17   | Сівасспор        |
|   |      | Ніколя Пепе       | 20 травня 1995 (30 років)    | 36   | 10   | Ніцца            |
|   |      | Вілфрід Заха      | 10 листопада 1992 (32 роки)  | 30   | 5    | Крістал Пелес    |
|   |      | Крістіан Куаме    | 6 грудня 1997 (27 років)     | 16   | 1    | Фіорентіна       |
|   |      | Жан-Еврар Куассі  | 25 вересня 1994 (30 років)   | 11   | 1    | Трабзонспор      |
|   |      | Карім Конате      | 21 березня 2004 (21 рік)     | 4    | 0    | Ліферінг         |
|   |      | Жан-Філіпп Крассо | 17 липня 1997 (27 років)     | 3    | 1    | Сент-Етьєн       |
|   |      | Датро Фофана      | 22 грудня 2002 (22 роки)     | 2    | 0    | Молде            |

## Кубок світу
- 1930-1970 — не брав участі
- 1974 — не пройшов кваліфікацію
- 1978 — не пройшов кваліфікацію
- 1982 — не брав участі
- 1986-2002 — не пройшов кваліфікацію
- 2006 — груповий турнір
- 2010 — груповий турнір
- 2014 — груповий турнір
- 2018 — не пройшов кваліфікацію
- 2022 — не пройшов кваліфікацію

## Кубок Африки
| - 1957-1963 — не брав участі - 1965 — третє місце - 1968 — третє місце - 1970 — четверте місце - 1972 — не пройшов кваліфікацію - 1974 — груповий турнір - 1976 — не пройшов кваліфікацію - 1978 — дискваліфікований - 1980 — груповий турнір - 1982 — не брав участі - 1984 — груповий турнір - 1986 — третє місце - 1988 — груповий турнір |  | - 1990 — груповий турнір - 1992 — чемпіон - 1994 — третє місце - 1996 — груповий турнір - 1998 — чвертьфінал - 2000 — груповий турнір - 2002 — груповий турнір - 2004 — не пройшов кваліфікацію - 2006 — друге місце - 2008 — четверте місце - 2010 — чвертьфінал - 2012 — друге місце - 2013 — чвертьфінал |  | - 2015 — чемпіон - 2017 — груповий турнір - 2019 — чвертьфінал - 2021 — 1/8 фіналу - 2023 — чемпіон |

## Відомі гравці
- Саломон Калу
- Дідьє Дрогба
- Яя Туре
- Коло Туре